# Daletice
Daletice (Hongaars: Deléte) is een Slowaakse gemeente in de regio Prešov, en maakt deel uit van het district Sabinov.
Daletice telt 92 inwoners.